# Serie A - 1ª Divisione Nazionale 2015-2016
La Serie A - 1ª Divisione Nazionale 2015-2016 è stata la 47ª edizione del torneo di Serie A del campionato italiano di pallamano maschile.

## Girone A

### Prima Fase

#### Classifica
|  | Pos. | Squadra         | Pt | G  | V  | VR | PR | S  | GF  | GS  | D    | Note                              |
|  | ---- | --------------- | -- | -- | -- | -- | -- | -- | --- | --- | ---- | --------------------------------- |
|  | 1.   | Bozen           | 45 | 16 | 15 | 0  | 0  | 1  | 505 | 415 | +90  | Qualificato alla Poule Play Off   |
|  | 2.   | Pressano        | 34 | 16 | 11 | 0  | 1  | 4  | 422 | 371 | +51  | Qualificato alla Poule Play Off   |
|  | 3.   | Trieste         | 34 | 16 | 10 | 2  | 0  | 4  | 435 | 402 | +33  | Qualificato alla Poule Play Off   |
|  | 4.   | Brixen          | 31 | 16 | 9  | 1  | 2  | 4  | 445 | 416 | +29  | Qualificato alla Poule Play Off   |
|  | 5.   | Cassano Magnago | 27 | 16 | 8  | 1  | 1  | 6  | 412 | 417 | -5   | Relegato alla Poule Retrocessione |
|  | 6.   | Eppan           | 19 | 16 | 4  | 3  | 1  | 8  | 423 | 415 | +8   | Relegato alla Poule Retrocessione |
|  | 7.   | Meran           | 11 | 16 | 3  | 1  | 0  | 12 | 366 | 412 | -46  | Relegato alla Poule Retrocessione |
|  | 8.   | Mezzocorona     | 10 | 16 | 3  | 0  | 1  | 12 | 377 | 437 | -60  | Relegato alla Poule Retrocessione |
|  | 9.   | Malo            | 5  | 16 | 1  | 0  | 2  | 13 | 393 | 493 | -100 | Relegato alla Poule Retrocessione |

### Poule Playoff

#### Classifica
|  | Pos. | Squadra  | Pt | G | V | VR | S | SR | GF  | GS  | D   | Note                                 |
|  | ---- | -------- | -- | - | - | -- | - | -- | --- | --- | --- | ------------------------------------ |
|  | 1.   | Bozen    | 24 | 6 | 5 | 0  | 1 | 0  | 167 | 135 | +32 | Qualificato alle semifinali scudetto |
|  | 2.   | Pressano | 13 | 6 | 2 | 0  | 3 | 1  | 143 | 154 | -11 | Qualificato alla Poule d'Ammissione  |
|  | 3.   | Trieste  | 11 | 6 | 2 | 1  | 3 | 0  | 158 | 157 | +1  |                                      |
|  | 4.   | Brixen   | 6  | 6 | 2 | 0  | 4 | 0  | 149 | 171 | -22 |                                      |

### Poule Retrocessione

#### Classifica
|  | Pos. | Squadra         | Pt | G | V | VR | S | SR | GF  | GS  | D   | Note          |
|  | ---- | --------------- | -- | - | - | -- | - | -- | --- | --- | --- | ------------- |
|  | 1.   | Cassano Magnago | 16 | 4 | 2 | 1  | 1 | 0  | 103 | 97  | +6  |               |
|  | 2.   | Eppan           | 14 | 4 | 2 | 1  | 1 | 0  | 95  | 93  | +2  |               |
|  | 3.   | Meran           | 10 | 4 | 2 | 0  | 2 | 0  | 93  | 87  | +6  |               |
|  | 4.   | Mezzocorona     | 9  | 4 | 2 | 0  | 1 | 1  | 99  | 101 | -2  |               |
|  | 5.   | Malo            | 1  | 4 | 0 | 0  | 3 | 1  | 98  | 110 | -12 | Retrocessione |

## Girone B

### Prima Fase

#### Classifica
|  | Pos. | Squadra         | Pt | G  | V  | VR | PR | S | GF  | GS  | D    | Note                              |
|  | ---- | --------------- | -- | -- | -- | -- | -- | - | --- | --- | ---- | --------------------------------- |
|  | 1.   | Romagna         | 48 | 16 | 16 | 0  | 0  | 0 | 409 | 253 | +156 | Qualificato alla Poule Play Off   |
|  | 2.   | Carpi           | 39 | 16 | 13 | 0  | 3  | 0 | 465 | 337 | +128 | Qualificato alla Poule Play Off   |
|  | 3.   | Ambra           | 32 | 16 | 10 | 1  | 5  | 0 | 421 | 351 | +70  | Qualificato alla Poule Play Off   |
|  | 4.   | Dorica Ancona   | 29 | 16 | 9  | 1  | 6  | 0 | 391 | 404 | -15  | Qualificato alla Poule Play Off   |
|  | 5.   | Bologna United  | 25 | 16 | 8  | 0  | 7  | 1 | 419 | 417 | +2   | Relegato alla Poule Retrocessione |
|  | 6.   | Cingoli         | 15 | 16 | 5  | 0  | 11 | 0 | 382 | 427 | -45  | Relegato alla Poule Retrocessione |
|  | 7.   | Estense Ferrara | 15 | 16 | 5  | 0  | 11 | 0 | 361 | 492 | -131 | Relegato alla Poule Retrocessione |
|  | 8.   | Casalgrande     | 12 | 16 | 4  | 0  | 12 | 0 | 388 | 446 | -58  | Relegato alla Poule Retrocessione |
|  | 9.   | Rapid Nonantola | 0  | 16 | 0  | 1  | 15 | 0 | 366 | 475 | -109 | Relegato alla Poule Retrocessione |

### Poule Playoff

#### Classifica
|  | Pos. | Squadra       | Pt | G | V | VR | S | SR | GF  | GS  | D   | Note                                 |
|  | ---- | ------------- | -- | - | - | -- | - | -- | --- | --- | --- | ------------------------------------ |
|  | 1.   | Romagna       | 24 | 6 | 5 | 0  | 1 | 0  | 157 | 119 | +38 | Qualificato alle semifinali scudetto |
|  | 2.   | Carpi         | 19 | 6 | 4 | 0  | 1 | 1  | 159 | 120 | +39 | Qualificato alla Poule d'Ammissione  |
|  | 3.   | Ambra         | 11 | 6 | 2 | 1  | 3 | 0  | 136 | 133 | +3  |                                      |
|  | 4.   | Dorica Ancona | 0  | 6 | 0 | 0  | 6 | 0  | 108 | 188 | -80 |                                      |

### Poule Retrocessione

#### Classifica
|  | Pos. | Squadra         | Pt | G | V | VR | S | SR | GF  | GS  | D   | Note          |
|  | ---- | --------------- | -- | - | - | -- | - | -- | --- | --- | --- | ------------- |
|  | 1.   | Bologna United  | 20 | 4 | 4 | 0  | 0 | 0  | 111 | 92  | +19 |               |
|  | 2.   | Cingoli         | 15 | 4 | 3 | 0  | 1 | 0  | 107 | 104 | +3  |               |
|  | 3.   | Rapid Nonantola | 6  | 4 | 2 | 0  | 2 | 0  | 97  | 97  | +0  |               |
|  | 4.   | Casalgrande     | 5  | 4 | 1 | 0  | 3 | 0  | 95  | 108 | -13 |               |
|  | 5.   | Estense Ferrara | 4  | 4 | 0 | 0  | 4 | 0  | 93  | 102 | -11 | Retrocessione |

## Girone C

### Prima Fase

#### Classifica
|  | Pos. | Squadra           | Pt | G  | V  | VR | PR | S | GF  | GS  | D    | Note                              |
|  | ---- | ----------------- | -- | -- | -- | -- | -- | - | --- | --- | ---- | --------------------------------- |
|  | 1.   | Junior Fasano     | 46 | 16 | 15 | 0  | 0  | 1 | 529 | 365 | +164 | Qualificato alla Poule Play Off   |
|  | 2.   | Albatro Siracusa  | 40 | 16 | 12 | 2  | 2  | 0 | 475 | 377 | +98  | Qualificato alla Poule Play Off   |
|  | 3.   | Conversano        | 38 | 16 | 12 | 1  | 3  | 0 | 457 | 377 | +80  | Qualificato alla Poule Play Off   |
|  | 4.   | Città Sant'Angelo | 28 | 16 | 9  | 0  | 6  | 1 | 466 | 421 | +43  | Qualificato alla Poule Play Off   |
|  | 5.   | Fondi             | 26 | 16 | 7  | 1  | 5  | 3 | 488 | 470 | +18  | Relegato alla Poule Retrocessione |
|  | 6.   | Gaeta             | 18 | 16 | 6  | 0  | 10 | 0 | 375 | 464 | -89  | Relegato alla Poule Retrocessione |
|  | 7.   | Benevento         | 12 | 16 | 4  | 0  | 12 | 0 | 405 | 500 | -95  | Relegato alla Poule Retrocessione |
|  | 8.   | Haenna            | 8  | 16 | 2  | 1  | 13 | 0 | 398 | 459 | -61  | Relegato alla Poule Retrocessione |
|  | 9.   | Lazio             | 0  | 16 | 0  | 0  | 16 | 0 | 313 | 473 | -160 | Relegato alla Poule Retrocessione |

### Poule Playoff

#### Classifica
|  | Pos. | Squadra           | Pt | G | V | VR | S | SR | GF  | GS  | D   | Note                                 |
|  | ---- | ----------------- | -- | - | - | -- | - | -- | --- | --- | --- | ------------------------------------ |
|  | 1.   | Junior Fasano     | 21 | 6 | 4 | 0  | 2 | 0  | 175 | 160 | +15 | Qualificato alle semifinali scudetto |
|  | 2.   | Conversano        | 17 | 6 | 4 | 1  | 1 | 0  | 170 | 155 | +15 | Qualificato alla Poule d'Ammissione  |
|  | 3.   | Albatro Siracusa  | 16 | 6 | 2 | 0  | 3 | 1  | 164 | 162 | +2  |                                      |
|  | 4.   | Città Sant'Angelo | 0  | 6 | 0 | 0  | 6 | 0  | 146 | 178 | -32 |                                      |

### Poule Retrocessione

#### Classifica
|  | Pos. | Squadra   | Pt | G | V | VR | S | SR | GF  | GS  | D   | Note          |
|  | ---- | --------- | -- | - | - | -- | - | -- | --- | --- | --- | ------------- |
|  | 1.   | Fondi     | 17 | 4 | 3 | 0  | 1 | 0  | 129 | 115 | +14 |               |
|  | 2.   | Gaeta     | 12 | 4 | 2 | 0  | 2 | 0  | 97  | 97  | +0  |               |
|  | 3.   | Benevento | 10 | 4 | 2 | 0  | 2 | 0  | 110 | 109 | +1  |               |
|  | 4.   | Haenna    | 7  | 4 | 1 | 1  | 2 | 0  | 99  | 101 | -2  |               |
|  | 5.   | Lazio     | 4  | 4 | 1 | 0  | 2 | 1  | 107 | 120 | -13 | Retrocessione |

## Poule d'Ammissione
Per stabilire la quarta squadra semifinalista, le squadre classificatesi seconde nei propri gironi al termine dei playoff disputano un triangolare in campo neutro. Il vincente del triangolare disputa le semifinali scudetto. Il triangolare si svolge a Chieti, al Pala Santa Filomena.

### Risultati
| Arbitri: | Giuseppe Cosenza (Gela) Davide Schiavone (Siracusa) |

|           |           |          |
| Iballi 11 | Marcatori | Sperti 7 |

| Arbitri: | Simone Zendali (Gallarate) Stefano Riello (Torri di Quartesolo) |

|              |           |            |
| Stabellini 9 | Marcatori | Corcione 5 |

| Arbitri: | Giovanni Iaconello (Palermo) Giuseppe Iaconello (Palermo) |

|           |           |          |
| Giongo 10 | Marcatori | Sperti 7 |

## Semifinali Scudetto

### Risultati
| Squadra 1     | Squadra 2 | Andata              | Ritorno               |
| ------------- | --------- | ------------------- | --------------------- |
| Romagna       | Bozen     | Imola, 7 mag. 2016  | Bolzano, 14 mag. 2016 |
| Romagna       | Bozen     | 20 – 26             | 22 – 31               |
| Junior Fasano | Carpi     | Fasano, 7 mag. 2016 | Carpi, 14 mag. 2016   |
| Junior Fasano | Carpi     | 28 – 21             | 21 – 24               |

## Finale
| Squadra 1     | Squadra 2 | Gara 1               | Gara 2                |
| ------------- | --------- | -------------------- | --------------------- |
| Junior Fasano | Bozen     | 21 mag. 2016, Fasano | 28 mag. 2016, Bolzano |
| Junior Fasano | Bozen     | 24 - 23              | 31 - 19               |

## Classifica marcatori
| Giocatore            | Squadra           | Reti |
| -------------------- | ----------------- | ---- |
| Miloš Filić          | Gaeta             | 185  |
| Riccardo Stabellini  | Pressano          | 170  |
| Uroš Lazarević       | Brixen            | 168  |
| Angelo Giannetta     | Casalgrande       | 160  |
| Pasquale Maione      | Junior Fasano     | 154  |
| Dean Turković        | Bozen             | 145  |
| Demis Radovčić       | Bozen             | 145  |
| Francesco Ceccarini  | Valentino Ferrara | 147  |
| Martín Molina        | Albatro Siracusa  | 144  |
| Hrvoje Kovačić       | Mezzocorona       | 141  |
| Neno Gašpar          | Eppan             | 138  |
| Giovanni Rosso       | Haenna            | 135  |
| Roberto Pieragostino | Città Sant'Angelo | 134  |
| Carlo Sperti         | Carpi             | 132  |
| Adriano Di Maggio    | Pressano          | 125  |
| Guido Riccobelli     | Junior Fasano     | 124  |
| Alex Castillo        | Eppan             | 123  |
| Gianluca Dapiran     | Trieste           | 123  |
| Nicolás Polito       | Albatro Siracusa  | 120  |
| Rudolf Čuzić         | Carpi             | 120  |